# Lothar Zagrosek

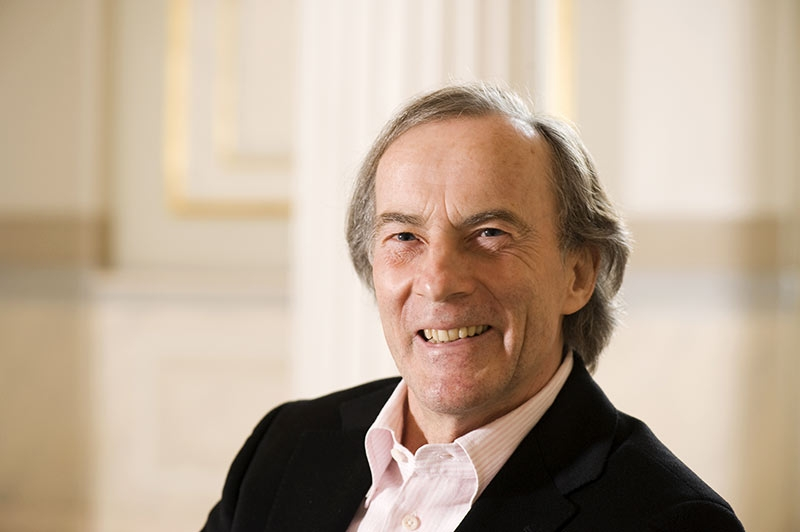
Lothar Zagrosek, vor 2009

Lothar Zagrosek (* 13. November 1942 in Otting, heute Gemeindeteil von Waging am See) ist ein deutscher Dirigent. Er war unter anderem Chefdirigent in Berlin, Stuttgart und Wien.

## Leben

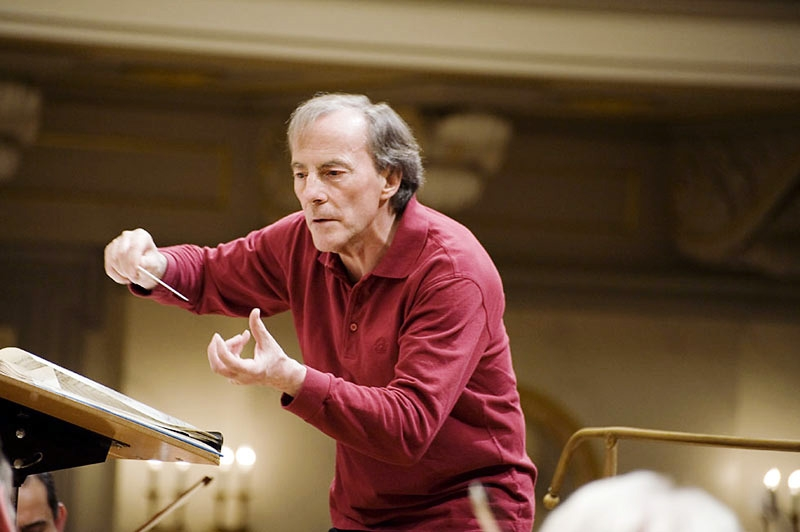
Lothar Zagrosek bei der Probe im Konzerthaus Berlin (2008)

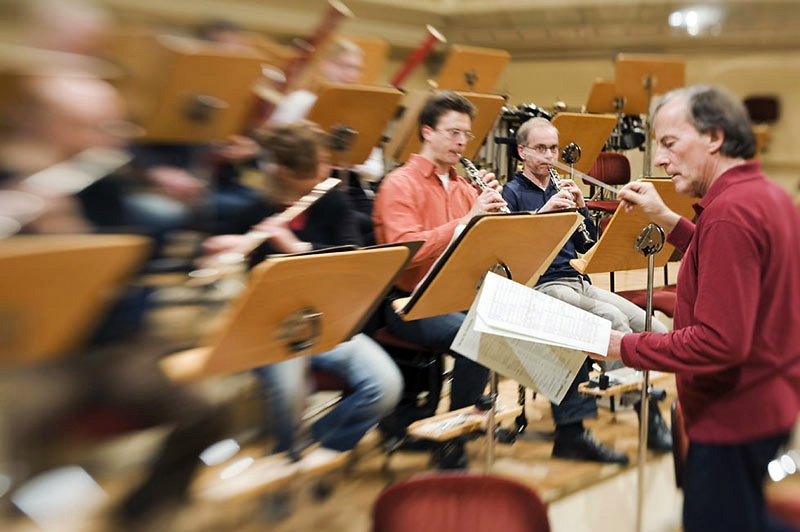
Lothar Zagrosek bei der Probe (2008)

Lothar Zagrosek wurde in Oberbayern als Sohn von Maria Zagrosek, geborene Pitzelbacher, und des Musikers Hans Zagrosek geboren und katholisch getauft.
Während seiner Schulzeit war er unter Domkapellmeister Theobald Schrems Sängersolist bei den Regensburger Domspatzen. Als solcher sang er u. a. den Ersten Knaben in der Oper Die Zauberflöte 1954 bei den Salzburger Festspielen. Er studierte von 1962 bis 1967 an den Musikhochschulen München, Essen, Salzburg und Wien Dirigieren bei Hans Swarowsky, István Kertész, Bruno Maderna und Herbert von Karajan. Von 1967 bis 1969 wirkte er dann als Kapellmeister in Salzburg, von 1969 bis 1972 am Opernhaus Kiel. Danach war er von 1972 bis 1973 am Staatstheater Darmstadt. Als Generalmusikdirektor wirkte er dann von 1973 bis 1977 an den Städtischen Bühnen Solingen und von 1977 bis 1982 an den Vereinigten Städtischen Bühnen Krefeld-Mönchengladbach.
Seine weitere musikalische Karriere führte ihn 1982 als Chefdirigent des österreichischen ORF-Symphonieorchesters nach Wien. Diesem Engagement folgten 1986 drei Jahre als Directeur musicale der Grand Operá de Paris sowie als Chief Guest Conductor des BBC Symphony Orchestra in London. Von 1990 bis 1992 wirkte Lothar Zagrosek als Generalmusikdirektor der Oper Leipzig.
Lothar Zagrosek war von 1997 bis 2006 Generalmusikdirektor an der Württembergischen Staatsoper in Stuttgart. Seine Arbeit an diesem Haus wurde in der Kritikerumfrage der Zeitschrift Opernwelt zweimal mit der Auszeichnung „Dirigent des Jahres“ gewürdigt. Die Staatsoper Stuttgart wurde während seiner Amtszeit fünfmal zum Opernhaus des Jahres gewählt. Außerdem war er von 1995 bis 2014 Erster Gastdirigent und Künstlerischer Berater der Jungen Deutschen Philharmonie. Diese Position gab er beim Festakt „40 Jahre Junge Deutsche Philharmonie“ am 13. Oktober 2014 an Jonathan Nott ab.
Von 2006 bis zum Ende der Saison 2010/2011 war Zagrosek als Chefdirigent und stellvertretender Intendant des Konzerthausorchesters Berlin tätig, im September 2012 kehrte er an die Deutsche Oper Berlin zurück und übernahm dort die musikalische Leitung einer Neuinszenierung von Lachenmanns Das Mädchen mit den Schwefelhölzern.
Zagrosek ist sowohl Opern- als auch Konzertdirigent und hat sich besonders um die zeitgenössische Musik verdient gemacht. Unzählige Ur- und Erstaufführungen sind hier zu nennen, darunter Werke von Berthold Goldschmidt, Jörg Herchet, Günter Kochan, Helmut Lachenmann, Wolfgang Rihm und Hans Zender.
Weiterhin führte er viele vergessene Werke wieder auf, vor allem Musik der sogenannten „entarteten Musik“ (u. a. Hans Krása, Viktor Ullmann, Erwin Schulhoff) und der frühen Moderne des 20. Jahrhunderts (Paul Hindemith, Franz Schreker). Mehrere seiner Einspielungen haben bedeutende Preise wie den Grand Prix du Disque, „Cannes Classical Award“ und den Deutschen Schallplattenpreis gewonnen oder wurden für den Grammy nominiert.
Im Jahr 2006 wurde Lothar Zagrosek der Hessische Kulturpreis verliehen. Für seine herausragenden musikalischen Leistungen wurde er vom Verband der deutschen Kritiker e. V. mit dem „Kritikerpreis 2009“ im Bereich Musik ausgezeichnet.
Lothar Zagrosek, dem Nachwuchsförderung und kulturelle Bildung sehr am Herzen liegen, ist Schirmherr der Offensive Kulturelle Bildung in Berlin, Ehrenvorsitzender der Jury des Hochschulwettbewerbs Dirigieren 2008 und Vorsitzender des künstlerischen Beirats des Dirigentenforums des Deutschen Musikrats und seit 2024 Ehrenmitglied des Deutschen Musikrats.
Lothar Zagrosek gastiert in allen großen Konzerthäusern Deutschlands und hat zahlreiche CDs eingespielt. Er stand und steht am Pult zahlreicher bedeutender Orchester des In- und Auslandes, darunter die Berliner und Münchner Philharmoniker, das Gewandhausorchester Leipzig, die Bamberger Symphoniker, alle großen deutschen Rundfunk-Sinfonieorchester, das Royal Concertgebouw Orchestra, die Wiener Symphoniker, das Orchestra dell’Accademia di Santa Cecilia, das Orchestre National de France, London Philharmonic Orchestra, das Orchestre Symphonique de Montreal, das Atlanta Symphony Orchestra und das NHK Symphony Orchestra Tokyo. Er war Gast bei den Wiener und Berliner Festwochen, den London Proms, den musica viva und auf den Festivals für zeitgenössische Musik in Donaueschingen, Berlin, Brüssel und Paris vertreten.
Er heiratete 1972 Margret Kähler. Aus der Ehe gingen die Kinder Anja, Katrin und Nikolaus hervor. Sein Zwillingsbruder Eberhard Zagrosek begründete 2005 den Internationalen Klavierwettbewerb für Amateure, Berlin.

## Auszeichnungen
- 1997: Dirigent des Jahres (Zeitschrift Opernwelt)
- 1999: Dirigent des Jahres (Zeitschrift Opernwelt)
- 2006: Hessischer Kulturpreis
- 2009: Deutscher Kritikerpreis
- 2013: Dirigent des Jahres (Zeitschrift Opernwelt)

## Diskografie
- 1984: Christoph Willibald Gluck: Paride ed Elena (Orfeo)
- 1986: Bedřich Smetana: Festive Symphony (Slavnostní Symfonie oder Triumfální Symfonie; ORF Broadcasting Centre).
- 1989: Gottfried von Einem: Dantons Tod (Orfeo)
- 1989: Frank Martin: Der Cornet (Orfeo), „Grand Prix du Disque“
- 1993: Ernst Krenek: Jonny spielt auf (Decca)
- 1994: Berthold Goldschmidt: Der gewaltige Hahnrei (Decca), „Cannes Classical Award“
- 1994: Victor Ullmann: Der Kaiser von Atlantis (Decca), „Cannes Classical Award“
- 1995: Hanns Eisler: Deutsche Sinfonie (Decca)
- 1995: Anton Bruckner: Quintett F-Dur, Arnold Schönberg: Verklärte Nacht (Orfeo)
- 1996: Paul Hindemith: Das Unaufhörliche (Wergo)
- 1998: Hans Krása: Verlobung im Traume (Decca), „Gramophone editor’s choice“, „Diapason d’or“, Preis der deutschen Schallplattenkritik
- 1998: Olivier Messiaen: Saint François d’Assise (Orfeo)
- 2000: Kurt Weill: Die sieben Todsünden (Capriccio)
- 2001: Luigi Nono: Al gran sole carico d’amore (Teldec)
- 2003: Franz Schreker, Erwin Schulhoff, Paul Hindemith: Tanz Grotesk (Decca)
- 2003: György Ligeti, Matthias Pintscher, Robert Schumann: Sinfonie Nr. 4
- 2003: Helmut Lachenmann: Das Mädchen mit den Schwefelhölzern (Kairos), Preis der deutschen Schallplattenkritik
- 2005: Walter Braunfels: Die Vögel (Decca), Grammy-Nominierung
- 2005: Junge Deutsche Philharmonie: Konzertmitschnitte 1997–2005
- 2006: Richard Wagner: Das Rheingold (Naxos)
- 2007: Anton Webern: Im Sommerwind, Franz Schubert: Sinfonie Nr. 8 „Die Große“ (Altus)
- 2008: Ludwig van Beethoven: Sinfonien Nr. 7 und Nr. 8 (Altus)
- 2011: Olivier Messiaen, George Benjamin, Robin de Raaff, Igor Strawinsky